# Tendance Ouest
 (août 2018).

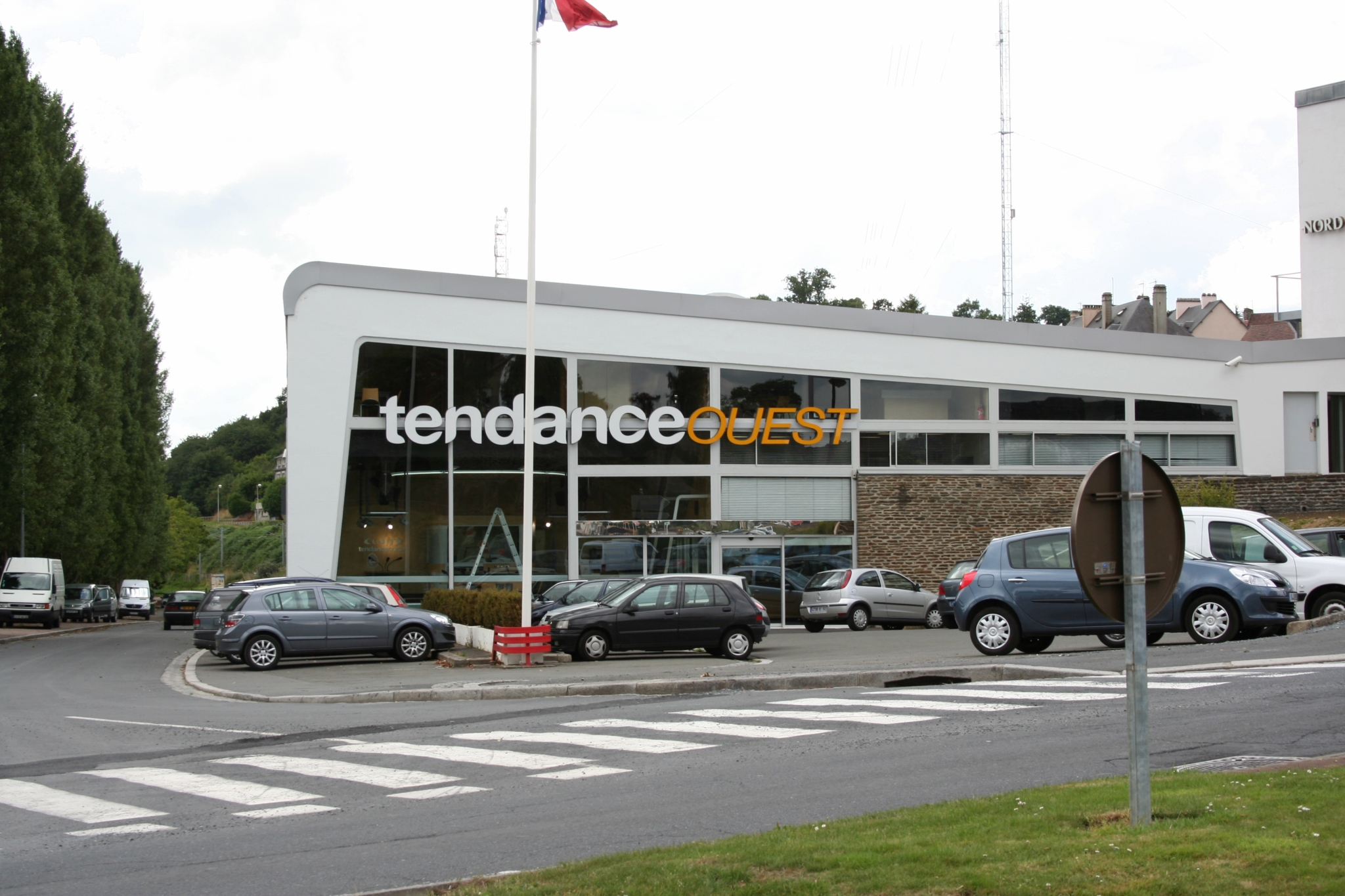
Les locaux de Tendance Ouest à Saint-Lô.

Tendance Ouest (anciennement Radio Manche) est une station de radio basée à Saint-Lô, Caen, Rouen, Le Havre, Cherbourg et Alençon, qui diffuse ses programmes en FM en Normandie et en streaming sur internet.

## Historique
La radio a été créée le 22 novembre 1982 et porte son nom actuel depuis le 5 février 2007, après le changement de nom de Radio Manche. Elle appartient à la famille catholique conservatrice Leclerc, également détentrice de La Manche Libre.
Elle possède sept fréquences dans le département de la Manche et deux dans le Calvados, à Caen et Bayeux depuis le 1er janvier 2009. Le 30 mars 2017, la radio s'implante en Seine-Maritime, à Rouen puis au Havre, avec la reprise de Radio Résonance. Le 1er février 2017, Résonance comptabilisait 75 000 auditeurs en Seine-Maritime, ce qui contribue au développement de Tendance Ouest.
Le 22 mars 2017, Tendance Ouest a installé un studio à bord du sous-marin Le redoutable (50 ans de fonctionnement) pour six heures de direct.
En mars 2019, le Syndicat national des journalistes dénonce le licenciement pour insubordination de trois journalistes de la rédaction caennaise en l’espace de quelques semaines, en lien avec la demande d'une carte de presse par l'un d'eux et l'écriture d'une lettre de soutien à ce dernier par les deux autres,,.
Depuis octobre 2019 et le lancement de la radio numérique terrestre à Rouen et au Havre, Tendance Ouest est diffusée en numérique dans ces deux agglomérations,.
Le 22 janvier 2020, Tendance Ouest lance une plateforme de podcasts avec des contenus créés spécifiquement pour ce type d'écoute non-linéaire.

## Identité de la station

### Logos

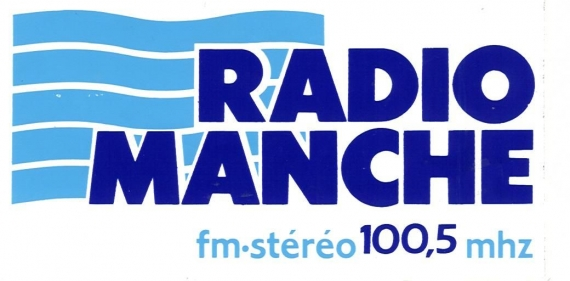
Logo de Radio Manche
Logo de la radio
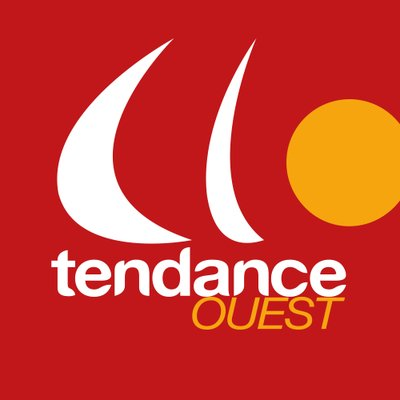
Logo alternatif en version carrée